# Země, odkud přicházím
Země odkud pocházím (v originále Le Pays d'où je viens) je francouzský hraný film z roku 1956, který režíroval Marcel Carné. Snímek měl  premiéru 19. října 1956.

## Děj
Éric přijíždí do malého provinčního města a zjišťuje, že je dokonalým dvojníkem Juliena, klavíristy zamilovaného do krásné servírky Marinette.

## Obsazení
| Gilbert Bécaud      | Julien Barrère / Éric Perceval |
| Françoise Arnoul    | Marinette Hardouin             |
| Jean Toulout        | strýc Ludovic                  |
| Claude Brasseur     | Roland                         |
| André Gabriello     | majitel pivnice                |
| Madeleine Lebeauová | lékárnice                      |
| Gaby Basset         | pokladní                       |
| Jean-Pierre Bremmer | Michel                         |
| Chantale Gozzi      | Sophie                         |
| Jacques Dhery       | ochranka                       |